# Linea Tagansko-Krasnopresnenskaja
La linea Tagansko-Krasnopresnenskaja (in russo Таганско-Краснопресненская линия?, in precedenza chiamata Ždanovsko-Krasnopresnenskaja, Ждановско-Краснопресненская) o linea 7, è una linea della metropolitana di Mosca, capitale della Russia. Costruita tra il 1966 e il 1975, taglia Mosca sull'asse nordovest-sudest, conta 22 stazioni ed è la linea più frequentata della città.

## Storia
La linea Tagansko-Krasnopresnenskaja è il classico esempio di pianificazione urbana sovietica. La costruzione iniziò nei primi anni sessanta e nel 1966 fu aperta la prima tratta. Nella pratica delle aperture di linee radiali, la linea aveva origine sulla linea circolare (Kol'cevaja) e si dirigeva verso i quartieri sud-orientali di Mosca; in origine era detta linea Zhdanovskaja (Ждановская линия). La costruzione del nuovo tratto fu progettata per massimizzare l'efficienza della linea; tutte le stazioni vennero costruite in corrispondenza dei principali snodi e le stazioni Tekstilschiki e Vykhino furono integrate in un solo complesso di trasporti con le stazioni ferroviarie.
Il percorso aveva inizio a Taganka (sull'anello) e seguiva la via Marx/viale Volgograd nei quartieri di Pechatniki, Kuzminki e Tekstilshchiki. Il tratto finale della linea devia dal viale Volgograd e attraversa viale Ryazan, terminando a una stazione di trasbordo ferroviario a Vykhino.
Nonostante la geologia del terreno della linea fosse sfavorevole, per tagliare i costi i costruttori adottarono un metodo per costruire i tunnel, detto taglia-e-copri, costruendoli al di fuori di grandi "scatole". In alcuni casi, come il percorso Volgogrdsky Prospekt-Tekstilshchiki, caso raro a Mosca, il tracciato sale in superficie, come presso la stazione di Vykhino.
Con una logica simile che fu mostrata nella costruzione della linea Kalužsko-Rižskaja, fu deciso di posporre la sezione centrale per costruire prima le linee radiali; tuttavia, dopo l'apertura della nuova linea Zhdanovskaya alla fine del 1966, il traffico dei passeggeri tra la linea in questione e la Kalužsko-Rižskaja sovraffollò la capacità del collegamento tra Oktyabrskaya e Taganskaya. Nel tardo 1970 aprì pertanto la prima banchina in comune a Kitaj-Gorod.
La costruzione della tratta Krasnopresnenskij avvenne in condizioni più difficoltose, e fu progettata per rendere più accessibili i quartieri situati nella parte nord-occidentale di Mosca. A partire dall'anello, dove si trova l'unica stazione a grande profondità, la linea segue la via Krasnaja Presnja e poi volta verso nord alla strada del 1905; furono necessari imponenti opere per realizzare il sottopassaggio per la metropolitana presso la stazione ferroviaria Belorusskij, e per costruire l'ultima tratta Poležaevskaja-Oktjabr'skoje Pole. In entrambi i casi il suolo era composto prevalentemente da sabbia, che era utilizzata per sollevare i percorsi dei treni, quindi era impossibile scavarvi sotto con i metodi convenzionali. Per rafforzare il suolo, dovette essere usato il primo adesivo chimico, in modo che la sabbia, anche se bagnata, non crollasse. Per evitare un collasso dopo lo scavo, fu installata una piattaforma orizzontale sopra gli scavi.
Quattro delle cinque stazioni erano sotto la superficie, nel tentativo di modernizzare il progetto. Il volume delle stazioni fu accresciuto, e per sostenere il grande soffitto, fu aumentata anche la dimensione dei pilastri. Il nuovo design divenne fortemente usato anche in tutte le altre stazioni della rete. Per la prima volta in quasi 20 anni, fu utilizzato il marmo per ricoprire le mura della stazione.
La costruzione della parte finale della linea iniziò subito dopo il completamento della tratta centrale. Il collegamento con la linea Zhdanovskaja fu effettuato tramite una stazione a due piani sotterranei, famosa per la grandezza degli ambienti e i ricchi metodi architettonici utilizzati. Vi furono problemi nel completamento dell'ultimo tratto della linea, in quanto si doveva scavare sotto il canale di Mosca. In seguito, la linea continuò ad avanzare verso le zone nord di Shchukino e Tushino, tra cui un altro interscambio ferroviario a Tushinskaja.

### Cronologia
| Tratto                         | Data di apertura  | Lunghezza |
| ------------------------------ | ----------------- | --------- |
| Taganskaja–Vychino             | 31 dicembre 1966  | 12,9 km   |
| Taganskaja–Kitaj-Gorod         | 30 dicembre 1970  | 2,1 km    |
| Barrikadnaja–Oktjabr'skoe Pole | 30 dicembre 1972  | 7,2 km    |
| Kitaj-Gorod–Barrikadnaja       | 17 dicembre 1975  | 4,1 km    |
| Oktjabr'skoe Pole–Planernaja   | 30 dicembre 1975  | 9,6 km    |
| Vychino dopo la ricostruzione  | 2 ottobre 2004    |           |
| Vykhino–Zhulebino              | 9 novembre 2013   | 4.6 km    |
| Spartak                        | 27 agosto 2014    |           |
| Zhulebino–Kotel'niki           | 21 settembre 2015 | 1.3 km    |
| Totale:                        | 23 Stazioni       | 42 km     |

### Cambiamenti di nome
| Stazione    | Nome precedente | Anni      |
| ----------- | --------------- | --------- |
| Vychino     | Ždanovskiaja    | 1966-1989 |
| Kitaj-Gorod | Ploščad' Nogina | 1970-1990 |

## Interscambi
| Linea                              | Stazione                         |
| ---------------------------------- | -------------------------------- |
| Linea Sokol'ničeskaja              | Kuzneckij Most                   |
| Linea Zamoskvoreckaja              | Puškinskaja                      |
| Linea Kol'cevaja                   | Barrikadnaja, Taganskaja         |
| Linea Kalužsko-Rižskaja            | Kitaj-Gorod                      |
| Linea Kalininskaja                 | Taganskaja, Poležaevskaja        |
| Linea Serpuchovsko-Timirjazevskaja | Puškinskaja                      |
| Linea Ljublinskaja                 | Proletarskaja                    |
| Anello centrale di Mosca           | Oktjabr'skoe Pole, Poležaevskaja |
| Linea Nekrasovskaja                | Lermontovskij prospekt           |

## Infrastrutture
La linea è servita da due depositi, Planernoe (№ 6) e Vykhino (№ 11), a cui sono assegnati rispettivamente 36 e 34 treni a otto carrozze. Gran parte dei treni operanti sulla linea sono Ezh3 e Em-508T, del 1974; attualmente, tutti i treni sono in fase di modernizzazione, in modo da prolungarne la vita di altri 15 anni.

## Sviluppi recenti e progetti futuri
Dato che la linea è la più affollata della rete, ci sono grandi problemi riguardo alla sua capacità. In particolare, la stazione di Vychino risulta essere la più affollata del sistema, ed è stata costruita in misure troppo ridotte. Nel 2004 hanno avuto inizio una serie di lavori per aumentare la superficie delle banchine, e per ammodernare la stazione in generale. Nel 2013 la linea è stata prolungata di 4,6 km con la stazione di Lermontovskij prospekt e con il nuovo capolinea situato a Žulebino.
Alla fine dell'agosto 2014 è stata inaugurata la stazione Spartak che non era stata aperta nel 1975 perché all'epoca non sembrava necessaria, mentre nel 2015 ha aperto l'attuale capolinea meridionale, la stazione di Kotel'niki.